# コーコラン (カリフォルニア州)
コーコラン（英: Corcoran）は、アメリカ合衆国カリフォルニア州中部キングス郡の都市であり、ハンフォード・コーコラン都市圏に属している。

## 概要

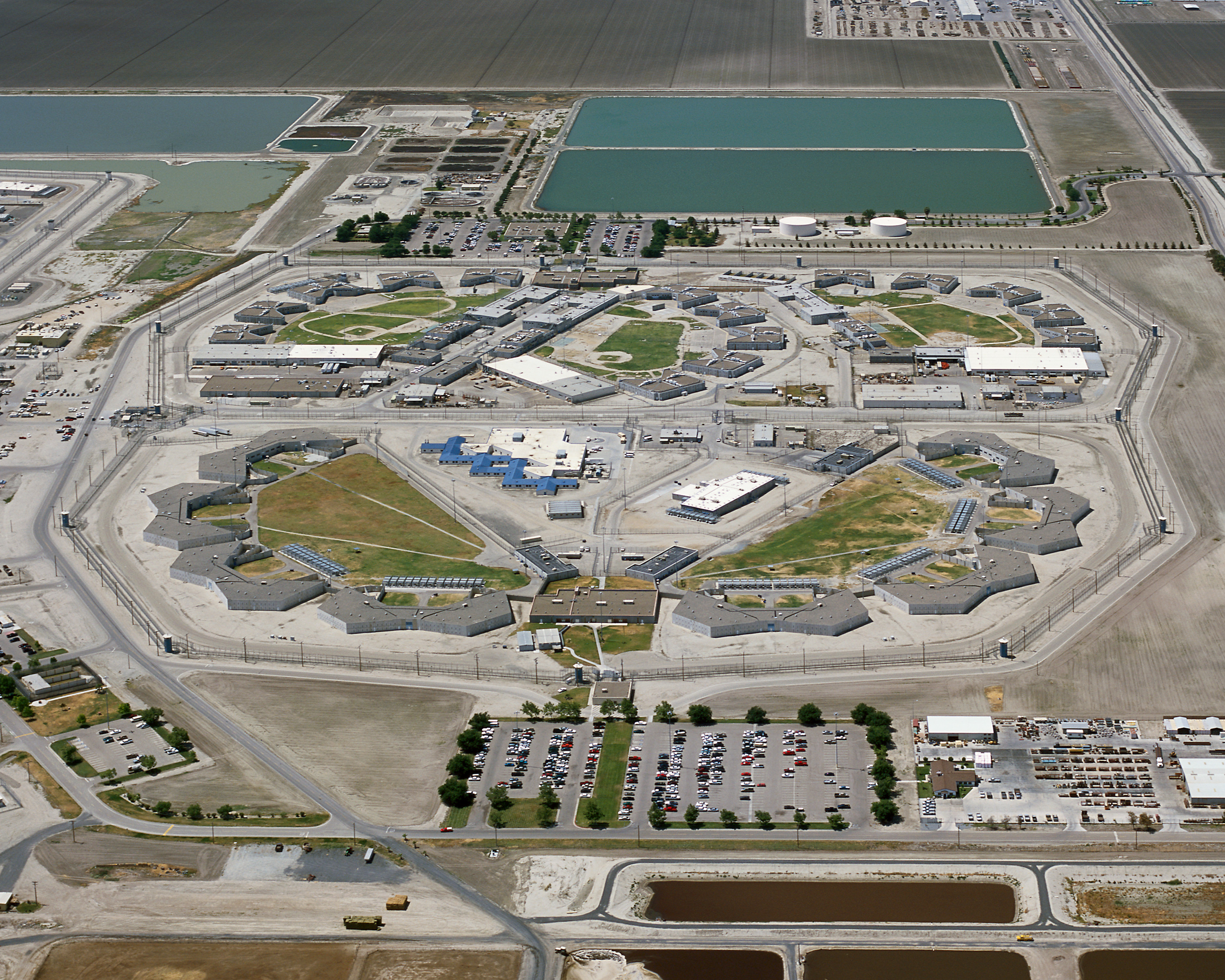
カリフォルニア州立コーコラン刑務所

コーコラン市はカリフォルニア州立コーコラン刑務所があることで有名であり、チャールズ・マンソンやフアン・コロナのような名の知られた服役囚が大勢収容されている。別の施設としてカリフォルニア州薬物乱用治療施設・州立コーコラン刑務所も市内にある。2007年9月時点でこの2つの刑務所の合計で13,144人を収容している。この服役者数はアメリカ合衆国国勢調査局もカリフォルニア州財務部も市の人口に含めている。つまり2つの監獄に収容されている人の数が市の人口のほぼ50％に達していることになる。

## 歴史
コーコランの町は、南カリフォルニアの著名土地開発業者で、西部では150ほどの町を造ってきたホバート・ジョンストン・ウィットリーによって設立された。ウィットリーはコーコランの町の建設で指導的な役割を果たしので、町のメインストリートにその名前が付けられている。ウィットリーが1905年にこの地域を見に来た時には、鍛冶屋、小さな店舗、点在する家屋と、草を食む野生のブタ、馬、牛の群れがいる緑豊かな未開発の土地が広がっているだけだったが、ここを気に入り、32,000エーカー (130 km2) の土地を購入して開発を始めた。ウィットリーが設立したバンナイズやカノガパークなどサンフェエルナンド・バレーの町と同様に、ロサンゼルスの重要な事業家の支援でその所有地の価値を上げた。当初は「ロサンゼルス・タイムズ」の社長ハリソン・グレイ・オーティスに因んでこの町を「オーティス」と名付け、通りの名もオーティス、シャーマン、レッツ（ブロードウェイの店舗）およびロス（ウィットリーの息子ロス・ウィットリーに因む）と名付けたが、これらもオーティスとの結び付きを示している。ウィットリーはそれまで西部の町150ほどの所有権を取り、購入し、設立してきたが、コーコランの町が最後期のものになった。
ウィットリーはその不動産会社の社員J・W・ギバーソンをこの地域に移転させた。ギバーソンはこの地域社会の開発者の一人となり、コーコランでは最初の家屋と事業所を建設した。その家族も地域で初の教会建設に貢献し、それが1914年8月14日に町が自治体化される契機になった。
当時も今もコーコランの経済基盤は農業である。当初最も成功した作物は穀類、アルファルファ（ムラサキウマゴヤシ）およびテンサイだった。
農場経営のJ・G・ボズウェル会社が1921年に設立され、現在でも市内の主用雇用主となっている。最初の郵便局は1901年に開設された。

## 人口動態
以下は2000年の国勢調査による人口統計データである。
基礎データ
- 人口: 14,458人（2009年では25,692人）
- 世帯数: 2,769世帯
- 家族数: 2,229家族
- 人口密度: 872.2人/km2（2,260.2人/mi2）
- 住居数: 3,016軒
- 住居密度: 182.0軒/km2（471.5軒/mi2）

人種別人口構成
- 白人: 34.08%
- アフリカン・アメリカン: 14.21%
- ネイティブ・アメリカン: 1.42%
- アジア人: 0.71%
- 太平洋諸島系: 0.08%
- その他の人種: 46.42%
- 混血: 3.08%
- ヒスパニック・ラテン系: 59.61%

年齢別人口構成
- 18歳未満: 24.4%
- 18-24歳:13.0%
- 25-44歳: 42.0%
- 45-64歳: 15.3%
- 65歳以上: 5.4%
- 年齢の中央値: 31歳
- 性比（女性100人あたり男性の人口）
  - 総人口: 207.8
  - 18歳以上: 264.9（この不均衡は男性受刑者の数が入っているためである）

世帯と家族（対世帯数）
- 18歳未満の子供がいる: 49.7%
- 結婚・同居している夫婦: 54.5%
- 未婚・離婚・死別女性が世帯主: 17.9%
- 非家族世帯: 19.5%
- 単身世帯: 16.0%
- 65歳以上の老人1人暮らし: 6.3%
- 平均構成人数
  - 世帯: 3.44人
  - 家族: 3.83人

### 収入
収入と家計
- 収入の中央値
  - 世帯: 30,783米ドル
  - 家族: 32,852米ドル
  - 性別
    - 男性: 30,787米ドル
    - 女性: 21,792米ドル
- 人口1人あたり収入: 13,458米ドル
- 貧困線以下
  - 対人口: 26.9%
  - 対家族数: 23.4%
  - 18歳未満: 36.4%
  - 65歳以上: 10.6%
- 2010年8月時点での失業率：15.4％[4]

## 政治
カリフォルニア州議会では、上院の第16および下院の第30選挙区に属している。連邦議会下院ではカリフォルニア州第20選挙区に属しており、クック投票動向指数は民主党+5となっている。2010年時点州下院議員は共和党議員、州上院と連邦議会下院議員は民主党議員が務めている。
キングス郡管理委員会にはリチャード・ベイルを送っている。

## 教育
コーコランの公共教育はコーコラン統一教育学区が管轄している。この学区には7つの学校がある。
- ブレット・ハート小学校
- ジョン・C・フレモント小学校
- マーク・トウェイン小学校
- ジョン・ミュア中学校
- コーコラン高校
- コーコラン・アカデミー
- キングスレイク教育センター

## 交通
コーコランにはアッチソン・トピカ・アンド・サンタフェ鉄道を引きついだBNSF鉄道が通っている。コーコランを通る本線はサンフランシスコ・ベイエリアとベーカーズフィールドを繋ぐ線の一部である。この線は1898年頃にサンフランシスコ・アンド・サンホアキン・バレー鉄道が建設した。
今日、アムトラックのサン・ホアキンがコーコランの駅に停車する。
1910年から1934年、キングスレイクショア鉄道がコーコランの南西から現在は無くなったトゥーレアリ湖までの鉄道を運営していた。
2010年12月、カリフォルニア州高速鉄道局がマデラに近いボーデンからカリフォルニア高速鉄道の第1期分建設を開始し、これがコーコランまで延びる。その建設は2012年開始を予定している。